# Алон (Сарт)
Алон (фр. Allonnes (Sarthe)) је насељено место у Француској у региону Лоара, у департману Сарт.
По подацима из 2011. године у општини је живело 11.195 становника, а густина насељености је износила 619,54 становника/km².

## Демографија
| 1962. | 1968.  | 1975.  | 1982.  | 1990.  | 2011.  |
| ----- | ------ | ------ | ------ | ------ | ------ |
| 4.983 | 11.570 | 15.852 | 15.623 | 13.561 | 11.195 |